# Ebodina sinica
Ebodina sinica es una especie de polilla de la familia Tortricidae. Se encuentra en China (Yunnan), norte de Tailandia y Vietnam.